# Bibliothèque de l'Université Yale
La bibliothèque de l'Université Yale est constituée d'un ensemble de bibliothèques faisant partie de l'université Yale à New Haven, Connecticut. La collection de la bibliothèque, qui a pour origine un don de plusieurs dizaines de livres à une nouvelle «école collégiale» fait en 1701, contient maintenant environ 15,2 millions de volumes logés dans quinze bâtiments universitaires ce qui en fait la troisième bibliothèque universitaire en Amérique du Nord,.
La pièce maîtresse de cet ensemble est la bibliothèque commémorative Sterling, un bâtiment collégial de style gothique construit en 1931 et contenant les principaux bureaux de la bibliothèque, les archives de l'université, une bibliothèque musicale et 3,5 millions de volumes. La bibliothèque est également connue pour sa collection majeure de livres rares, abritée principalement dans la bibliothèque Beinecke de livres rares et manuscrits ainsi que dans la Bibliothèque médicale Harvey Cushing/John Hay Whitney, la bibliothèque de droit Lillian Goldman et la bibliothèque Lewis Walpole à Farmington, dans le Connecticut. Beaucoup d'écoles et de départements de Yale conservent également leurs propres collections, comprenant douze installations sur le campus et une installation d'étagères hors campus.
La bibliothèque souscrit à des centaines de bases de données de recherche. Avec la bibliothèque de Harvard et les bibliothèques de l'Université Columbia, elle est l'un des membres fondateurs du consortium du groupe de bibliothèques de recherche. La bibliothèque est également membre de Borrow Direct, permettant aux clients de consulter les volumes des grandes universités de recherche américaines.
La bibliothèque est membre du Pacific Manuscripts Bureau.

## Historique

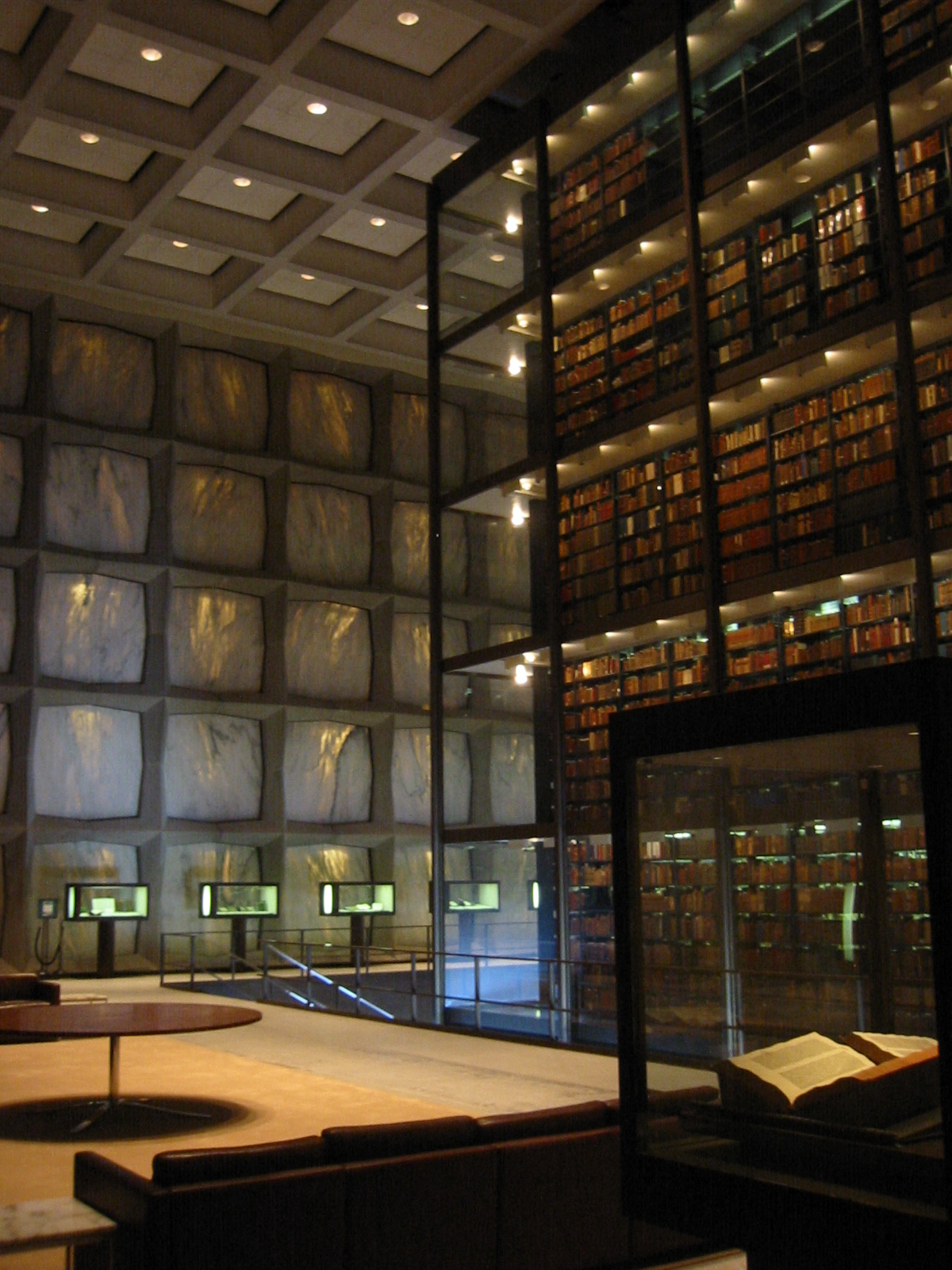
Vue intérieur de la bibliothèque de l'Université de Yale

### Établissement (1650-1786)
Tout au long de la naissance de l'école collégiale au début du XVIIIe siècle, les livres étaient les atouts les plus précieux que l'école pouvait acquérir. Bien que John Davenport, fondateur de la colonie de New Haven, ait commencé à collecter des livres pour une bibliothèque du collège à New Haven dans les années 1650, le collège aurait été fondé grâce à un don de quarante folios à Branford, dans le Connecticut, par ses dix ministres fondateurs de la congrégation,. Tous les folios étaient des textes théologiques, et ceux qui survivent sont maintenant préservés dans la bibliothèque de Beinecke.
Au cours des trois premières décennies de l'école, trois dons ont constitué la collection de Yale. En 1714, Jeremiah Dummer (en), l'agent colonial du Connecticut à Boston, écrivit à des universitaires anglais distingués qui demandent des dons de livres pour le collège de la colonie, puis opèrent à Saybrook, dans le Connecticut (aujourd'hui Deep Rive). Plus de 800 volumes arrivèrent à Boston et furent envoyés au collège. Parmi les contributeurs, il y avait des scientifiques parmi lesquels Isaac Newton, John Woodward et Edmond Halley, qui envoyèrent des copies de leurs manuscrits parmi leurs dons. Les figures religieuses, y compris Richard Bentley, White Kennett (en) et Matthew Henry, ont enrichi les collections dans le domaine théologique, et d'autres livres dont ceux de Richard Steele, Richard Blackmore, et de Dummer lui-même s'ajoutèrent à la collection qui s'éleva à environ deux cents ouvrages.
Quatre ans plus tard, Elihu Yale, qui avait précédemment fait don de certains ouvrages à la demande de Dummer, envoya 300 livres avec d'autres biens de son domaine au Pays de Galles. Le collège, récemment déménagé à New Haven, prit alors le nom de Yale en reconnaissance du legs. Un troisième don important arriva quinze ans plus tard, lorsque le philosophe et évêque George Berkeley fit don à l'établissement de 1 000 volumes. À la suite de cette donation, le président de Yale Thomas Clap (en) décida de cataloguer la collection pour la première fois, puis de loger celle-ci dans le seul bâtiment du collège, le College House. Pendant la guerre d'indépendance, la collection, environ 4 000 volumes et documents au total, fut déménagée et placée en lieu sûr.

### Croissance auXIXesiècleet première bibliothèque du collège (1790-1930)
Durant ses 150 premières années d'existence, la bibliothèque a souvent déménagé. D'une maison en bois, elle a déménagé dans une première chapelle (Athaneum) après sa construction en 1763, puis au nouveau bâtiment Lyceum en 1804, et dans une nouvelle chapelle en 1824. Le premier bâtiment dédié à la collection, la bibliothèque du collège , a été construit entre 1842 et 1846 et a conservé la collection depuis près de quatre-vingt-dix ans. Le bâtiment gothique victorien, conçu par Henry Austin et considéré comme une extravagance à son époque, était inspiré de Gore Hall (en), la bibliothèque du College Harvard. Deux sociétés littéraires affiliées à l'université, la Linonian Society (en) et Brothers in Unity (en), purent utiliser des salles dans la bibliothèque pour leurs collections de 10 000 livres, tout comme la collection de l'American Oriental Society. Au fur et à mesure que la collection excéda la capacité du bâtiment de 50 000 livres, il fallut ajouter des bâtiments annexes à la bibliothèque : Chittenden Hall a été achevé en 1890 et Linsly Hall en 1906.

### Bibliothèque commémorative Sterling (1920-)
Comme la collection dépassa le million de volumes au XXe siècle, il devint évident que la bibliothèque aurait besoin d'un nouveau bâtiment. En 1917, un legs de 17 millions de dollars de John William Sterling (en) devant financer la construction d'un "édifice durable, utile et architecturale" fut accordé à l'institution. La collection fut ainsi transférée, en 1931, dans le nouveau bâtiment portant le nom de bibliothèque commémorative Sterling (Sterling Memorial Library) lequel permit de quadrupler la capacité de rayonnage de la bibliothèque et a offert des salles spécialisées pour les périodiques, les œuvres de référence et les collections spéciales.
Bien que le nouvel édifice ait reçu de nombreux livres et manuscrits importants concernant le développement contemporain de la science, les colonies américaines et l'histoire ecclésiastique, il ne reçut que des contributions historiques fragmentaires, comme les tablettes assyriennes reçues en 1855 qui ont fondé la Collection babylonienne de l'Université Yale,. À partir de 1924 avec Andrew Keogh, la bibliothèque de l'Université Yale entreprit un programme de collecte de livres rares, de papiers personnels et de travaux d'archives. Le professeur d'anglais Chauncey Brewster Tinker (en) a entrepris une campagne parmi les anciens de Yale pour acheter ou faire don d'objets de valeur parmi lesquels une copie complète de la Bible de Gutenberg, les journaux de Gertrude Stein et Ezra Pound et les papiers de James Boswell. Après avoir amassé une importante collection de livres rares, l'université a créé la bibliothèque de Beinecke en 1963 comme une installation spécialisée de stockage et de conservation de livres rares et a quitté l'ancienne salle de livres rares de la bibliothèque Sterling avec une collection d'archives plus modeste.
Des installations plus spécialisées suivirent: la bibliothèque scientifique Kline a absorbé les collections scientifiques de la bibliothèque, la bibliothèque Mudd a reçu des livres de sciences sociales et des bibliothèques plus petites pour les collections d'ouvrages en génie, en physique et en géologie ont été créées par les divers départements concernés. En 2000, la bibliothèque s'était étendue à plus d'une douzaine d'installations autour du campus et a nécessité plus de 500 employés. En 2012, de nombreuses bibliothèques de Science Hill (en) ont été regroupées à la bibliothèque scientifique Kline en tant que centre pour l'information sur les sciences et les sciences sociales.

## Installations

### Bibliothèque commémorative Sterling
Le plus grand bâtiment de la bibliothèque, la bibliothèque commémorative Sterling, contient environ quatre millions de volumes dans les domaines des sciences humaines, sciences sociales, les études régionales, ainsi que plusieurs projets de collections spéciales et le ministère des manuscrits et archives. La bibliothèque de musique Irving S. Gilmore réside dans la bibliothèque Sterling, et le bâtiment est relié par un tunnel à la bibliothèque Bass.

### Bibliothèque Beinecke de livres rares et manuscrits

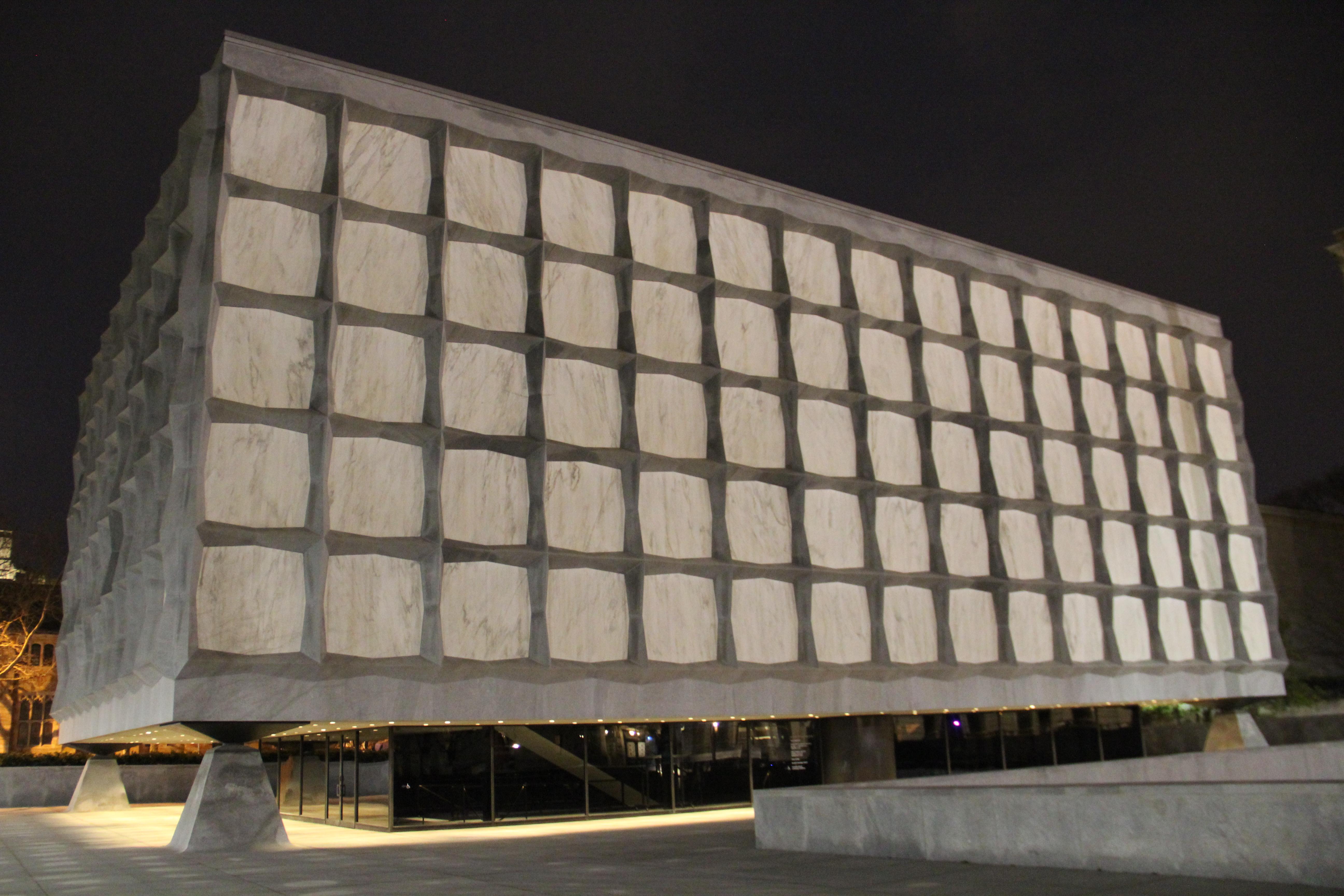
Bibliothèque Beinecke de livres rares et manuscrits

Ouvert en 1963, la bibliothèque Beinecke de livres rares et manuscrits est le dépôt principal de la bibliothèque de livres et de manuscrits rares et historiques. Il détient environ 800 000 volumes, dont une Bible de Gutenberg, le manuscrit de Voynich, la carte du Vinland et les documents et manuscrits d'auteurs et d'artistes majeurs, particulièrement dans la littérature américaine.

### Bibliothèque de droit Lillian Goldman

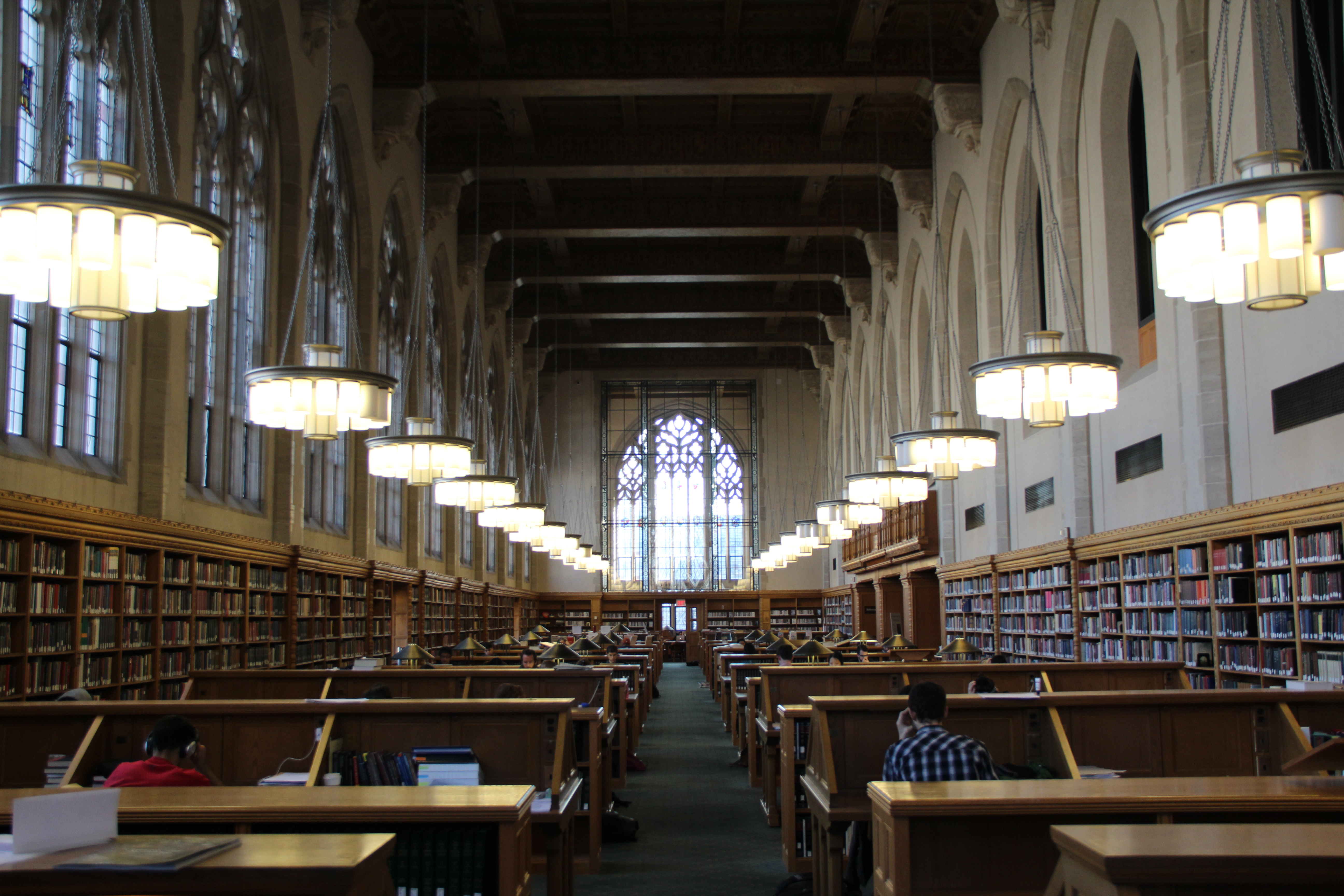
Salle de lecture principale de la bibliothèque de droit Lillian Goldman

La Bibliothèque de droit Lillian Goldman, située dans l'édifice Sterling pour le droit de l'École de droit de Yale, contient près de 800 000 volumes relatifs au droit et à la jurisprudence. Ceux-ci incluent l'une des collections les plus importantes de livres rares relatifs à l'histoire du droit, ainsi que la collection la plus complète de commentaires de William Blackstone.

### Autres installations

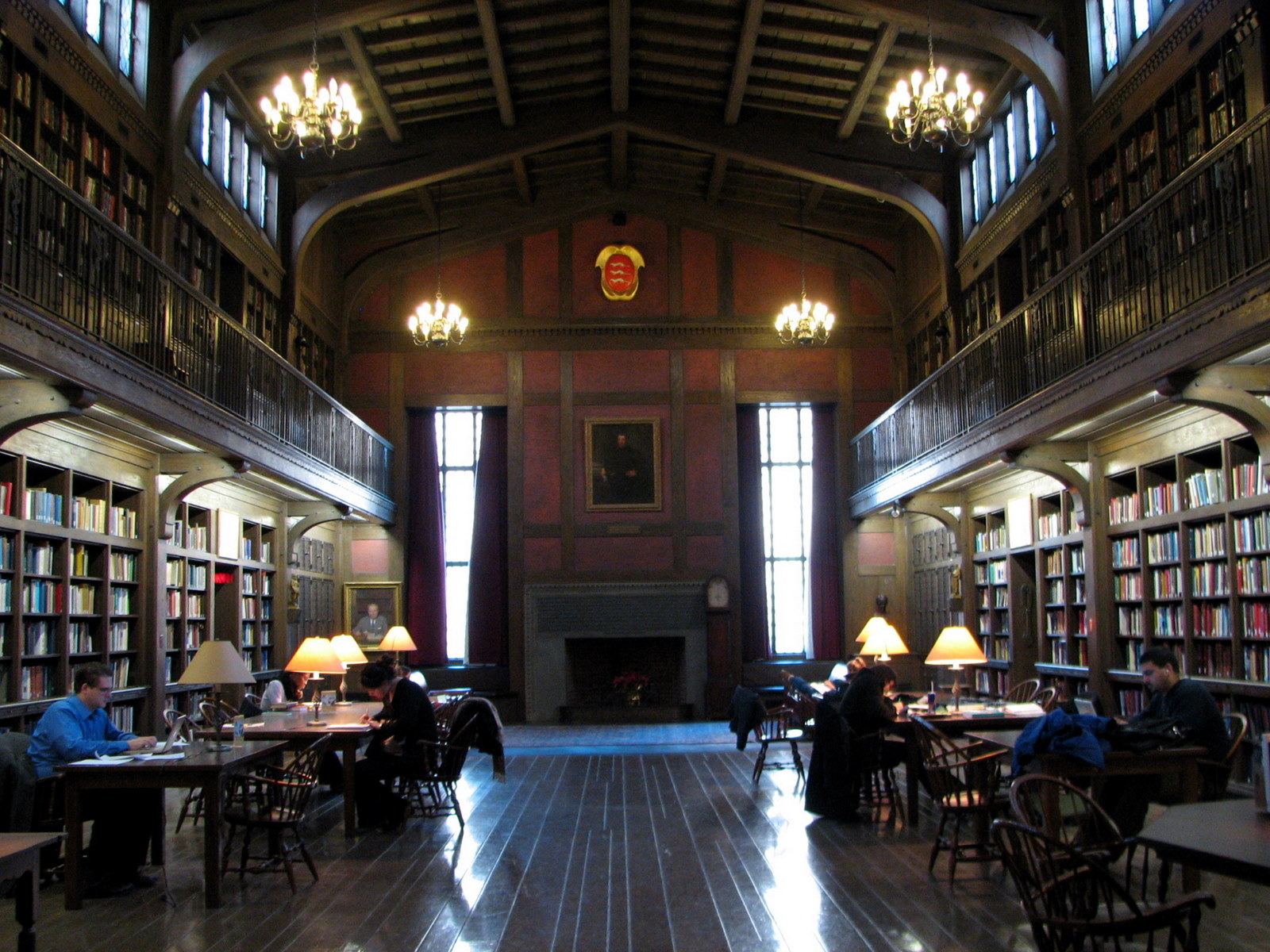
Bibliothèque médicale Harvey Cushing / John Hay Whitney

la bibliothèque médicale de Yale, abrite une collection de travaux médicaux historiques. Le Centre d'information sur les sciences et les sciences sociales, situé dans la tour Kline sur Science Hill, contient des travaux scientifiques et de sciences sociales consolidés dans les anciennes installations de la bibliothèque scientifique Kline. La bibliothèque d'Arts Haas logée dans l'édifice Rudolph Hall (en) abrite du matériel artistique et architectural. Le Centre d'études cinématographique de Yale
abrite une collection de tirages de film de 35 mm et 16 mm et d'éléments originaux, ainsi que des films sur Blu-ray, DVD et VHS.
La bibliothèque de l'université Yale comprend également des bâtiments situés à l'extérieur de son campus à New Haven. La bibliothèque Lewis-Walpole à Farmington, dans le Connecticut, est une bibliothèque de recherche pour les études du XVIIIe siècle et la principale source d'étude portant sur Horace Walpole et sur la villa de Strawberry Hill. La bibliothèque Shelving est une installation à accès restreint dont la température est contrôlée et qui abrite 4 millions de volumes accessibles depuis peu, se trouve à Hamden, dans le Connecticut,.

## Ouvrages cités
- (en) Daniel Coit Gilman, « The Library of Yale College », The University Quarterly, New Haven,‎ octobre 1861 (lire en ligne, consulté le 26 mai 2015)
- (en) Edwin Oviatt, The Beginnings of Yale, New Haven, Yale University Press, 1916 (lire en ligne)